# Theodor Gaedertz

Theodor Gaedertz

Theodor Gaedertz, Altersbildnis 1899

Theodor Gaedertz (* 6. Dezember 1815 in Lübeck; † 22. November 1903 ebenda) war ein deutscher Jurist und Kunstschriftsteller.

## Leben
Gaedertz war ein Sohn des Lübecker Senators Johann Heinrich Gaedertz und dessen Ehefrau Salome Croll. Seine Geschwister waren Meta und Heinrich Gaedertz. Er studierte Rechtswissenschaften und beschäftigte sich bereits während seines Studiums mit Kunstwissenschaft. Nach erfolgreichem Abschluss seines Studiums ließ er sich 1840 als Rechtsanwalt in seiner Heimatstadt nieder. Dort avancierte er schon bald zu einem der wichtigsten Verwaltungsbeamten des Stadt- und Landamts.
Als langjähriges Mitglied des Lübecker Kunstvereins berief man Gaedertz 1846 zu dessen Direktor. Als solcher gründete er 1850 zusammen mit Wilhelm Mertens, Direktor des Bremer Kunstvereins, den Norddeutschen Gesamtverein. Als Kunsthistoriker verwies Gaedertz als erster auf die urkundlichen Belege für die Tätigkeit des Malers Johann Kemmer in Lübeck.
Gaedertz heiratete am 4. November 1852 Emilie Antoinette, geb. von Leesen (1833–1910) aus Katharinenhof (Fehmarn), eine Schwester von Wilhelmine von Leesen und Nichte von August Ferdinand von Leesen. Ein Sohn des Paares war Karl Theodor, der als Literaturhistoriker, Übersetzer, Bibliothekar und plattdeutscher Dichter bekannt wurde.

## Werke
- Verzeichniss der bekannten Sammlung von Oelgemälden älterer Meister aus dem Nachlasse des Senator Gaedertz in Lübeck, Druck von H. G. Rahtgens, Lübeck 1864
- Johann Kemmer, der Meister des St. Olavaltars in der Marienkirche zu Lübeck. Ein Vortrag, gehalten zu Lübeck am 17. Sept. 1900. Wigand, Leipzig 1901.
- Der Altarschrein von Hans Memling im Dom zu Lübeck. Nöhring, Lübeck 1901.
- Kunststreifzüge. Gesammelte Aufsätze aus dem Gebiete der bildenden Kunst und Kunstgeschichte. Max Schmidt Verlag, Lübeck 1889 (Digitalisat).
- Erinnerungen aus Wisby's Vorzeit. Ein Vortrag, gehalten in der Gesellschaft zur Beförderung gemeinnütziger Tätigkeit zu Lübeck am 14. Nov. 1882. Dittmer, Lübeck 1883.
- Hans Memling und dessen Altarschrein im Dom zu Lübeck. Engelmann, Leipzig 1883.
- Rubens und die Rubensfeier in Antwerpen. Leipzig 1878.
- Hans Holbein der Jüngere und seine Madonna des Bürgermeisters Meyer. Mit den Abbildungen der Darmstädter und der Dresdener Madonna. Bolhoevener, Lübeck 1872 (Dresdner Holbeinstreit).
- Adrian van Ostade. Sein Leben und seine Kunst. Rohden, Lübeck 1869.